# Air Italy (2005)
Air Italy war eine italienische Fluggesellschaft mit Sitz in Gallarate und Basis auf dem Flughafen Mailand-Malpensa. Im Jahr 2011 stellte das Unternehmen die Flüge unter eigenem Markenauftritt ein und betrieb ihre Flugzeuge anschließend für Meridiana, mit der sie zum 1. März 2018 fusionierte. Meridiana trat in Folge selber als neue Air Italy auf.

## Geschichte

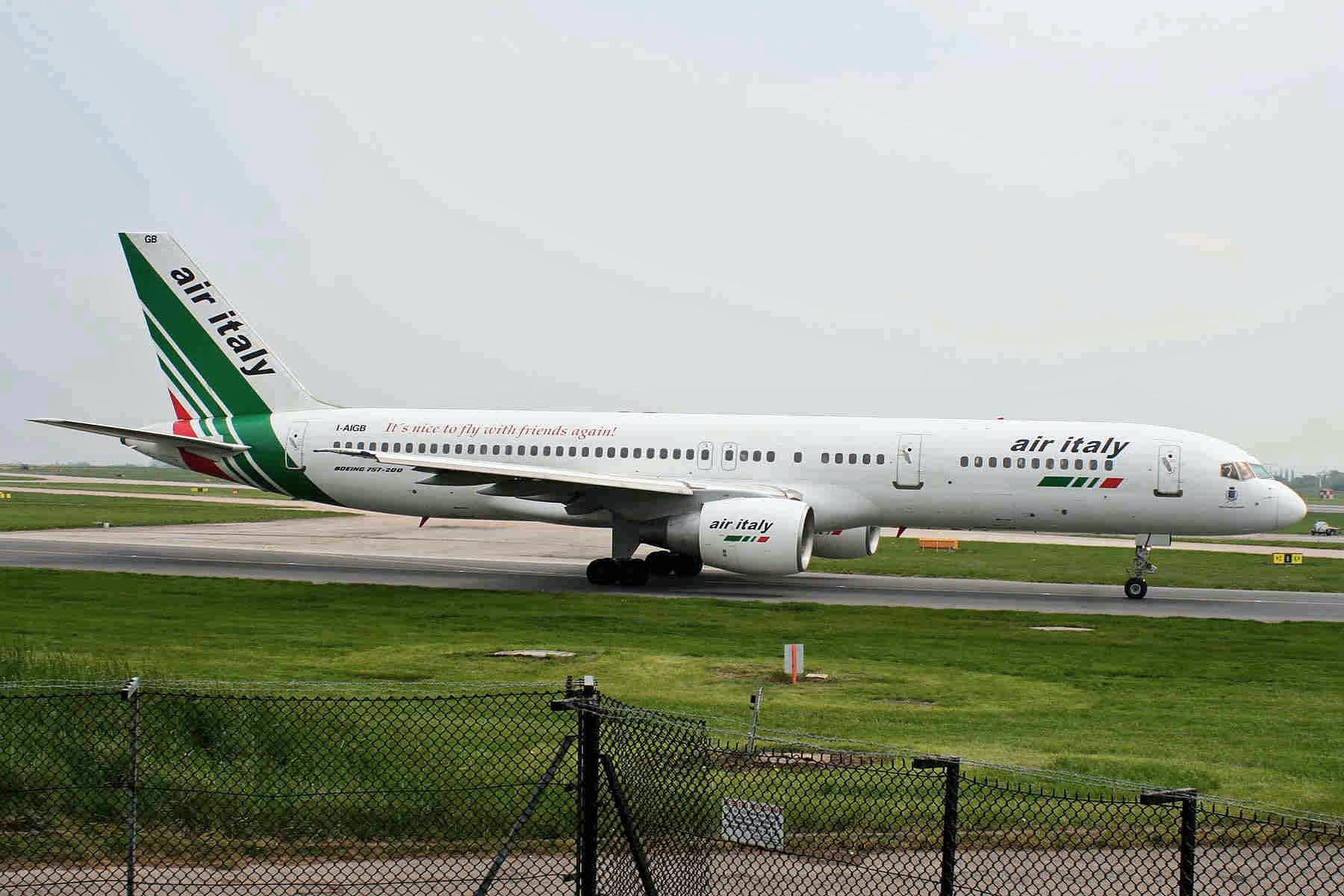
Boeing 757-200 der Air Italy im Jahr 2006

Air Italy nahm den Flugbetrieb am 29. Mai 2005 auf. Anfang 2007 nahm die ägyptische Tochtergesellschaft Euro Mediterranean Airlines ihren Betrieb mit einer Boeing 757-200 auf, diese Gesellschaft wurde im September 2009 in Air Italy Egypt umbenannt. Diese stellte ihren Flugbetrieb jedoch Ende 2009 wieder ein, die Boeing 757 wurde verkauft. Eine weitere zwischenzeitlich verkaufte Tochtergesellschaft firmierte in Warschau unter dem Namen Air Poland (bis 2011 Air Italy Polska).
Im Juli 2011 wurde Air Italy für einen Kaufpreis von 89,9 Millionen Euro von Meridiana Fly übernommen. Im Februar 2012 wurde Air Poland an einen Investor verkauft.
Im Januar 2013 entzog die italienische Luftfahrtaufsicht Air Italy aus wirtschaftlichen Gründen bis auf Weiteres ihre dauerhafte Betriebslizenz, diese wurde durch eine jahresweise befristete ersetzt. Gleichzeitig wurde bekannt, dass die Gesellschaft zeitnah vollständig in die Mutter Meridiana integriert werden solle. Seit 2013 werden alle Flüge der Air Italy unter dem Namen der Meridiana vermarktet, die eigene Website von Air Italy wurde abgeschaltet. 
Der Mutterkonzern Meridiana konnte sich in den Jahren danach nicht aus seinen wirtschaftliche Schwierigkeiten befreien. Eine Rettungsmaßnahme sollte sein, den Markennamen Meridiana nicht mehr zu verwenden und so benannte sich der Mutterkonzern zum 1. März 2018 in „Air Italy“ um. Die neue Air Italy (2018) ging am 1. Februar 2020 in Liquidation.

## Flugziele
Air Italy flog ausschließlich im Streckennetz des Mutterunternehmens Meridiana. So verband sie mehrere Ziele innerhalb Italiens und bot Flüge nach Afrika, Europa und Nordamerika sowie in die Karibik an.
Im deutschsprachigen Raum wurden Berlin-Tegel, Düsseldorf, München, Stuttgart und Wien angeflogen.

## Flotte

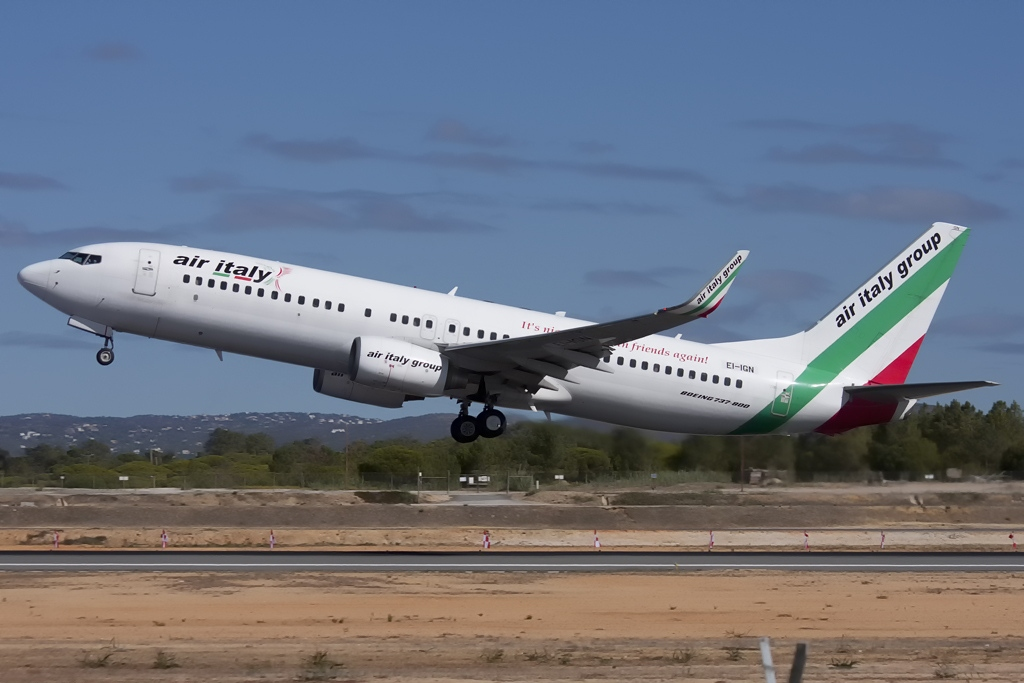
Boeing 737-800 der Air Italy

Mit Stand Februar 2018 bestand die Flotte der Air Italy aus elf Flugzeugen mit einem Durchschnittsalter von 17,8 Jahren und einer Gesamtkapazität von 2276 Sitzplätzen. Alle Flugzeuge wurden für Meridiana betrieben:
| Flugzeugtyp      | Anzahl | bestellt | Anmerkungen                 | Sitzplätze (Business/Economy) |
| ---------------- | ------ | -------- | --------------------------- | ----------------------------- |
| Boeing 737-700   | 01     |          |                             | 148 (0/148)                   |
| Boeing 737-800   | 07     |          | mit Winglets ausgestattet   | 189 (0/189)                   |
| Boeing 767-300ER | 03     |          | 1 mit Winglets ausgestattet | 266 (18/248)                  |
| Gesamt           | 11     | –        |                             |                               |

Zuvor wurden auch Boeing 767-200ER eingesetzt.